# Lüner SV
Der Lüner SV (offiziell: Lüner Sportverein Fußball e. V.) ist ein Fußballverein aus Lünen. Seine erste Mannschaft spielt seit dem Abstieg im Jahre 2025 in der Landesliga Westfalen.

## Vereinsgeschichte
Der Verein wurde am 26. August 1945 gegründet, als sich die bisherigen Fußballklubs BV Lünen 05 (später wieder gegründet), SC Lünen 19, Germania und Viktoria zusammenschlossen. Gespielt wurde auf dem Schützenhof, einem Sportplatz an der Cappenberger Straße im Ortsteil Lünen-Nord. Mit steigendem Erfolg wurde der LSV in der Kampfbahn Schwansbell heimisch.
Seine größten Erfolge feierte der Club in den 1960er- und 1970er-Jahren, als er mehrfach in der zweithöchsten deutschen Fußballklasse spielte. In der Saison 1962/63 der Verbandsliga Westfalen gelang dem Verein ein besonderes Kunststück. In 28 Spielen der Meisterrunde blieb die Mannschaft ungeschlagen. Bei nur fünf Unentschieden brachte sie dieses Kunststück unter 450 Mannschaften der Vertrags- und Oberligamannschaften in der Bundesrepublik fertig. Im Sommer 1963 wurde der LSV zunächst Westfalenmeister (3:1 gegen den VfB 03 Bielefeld) und später Westdeutscher Meister (2:1 gegen den Homberger SV), wodurch der Aufstieg in die Regionalliga West sichergestellt werden konnte.
Die Teilnahme an der Deutschen Amateurmeisterschaft 1963 führte den Lüner SV bis ins Halbfinale. Hier unterlag man dem VfL Wolfsburg mit 2:3 nach Verlängerung. Im Ausscheidungsspiel zuvor hatte man Blau-Weiß 90 Berlin zum Gegner. Das erste Spiel endete in Berlin 3:3 nach Verlängerung. Den Regeln entsprechend musste ein Wiederholungsspiel angesetzt werden, dass der LSV mit 1:0 gewann.
Das erste Spiel der Regionalliga-Saison 1963/64 zeigte aber bereits Grenzen auf. Vor 9.000 Zuschauern in der heimischen Kampfbahn Schwansbell verlor der LSV am 4. August 1963 sein erstes Heimspiel gegen Bayer Leverkusen mit 1:4. Am Ende der Saison musste der Verein als Tabellenletzter wieder absteigen.
Anschließend begann der Neuaufbau in der Verbandsliga. Um Spieler wie Dieter Zorc, Erhard Ahmann und Manfred Rüsing entstand eine spielstarke Truppe. Der erneute Aufstieg in die Regionalliga West erfolgte zur Saison 1967/68, in der die Mannschaft einen beachtlichen achten Platz in der Abschlusstabelle erreichte und unter anderem am 1. Spieltag den Bundesliga-Absteiger RW Essen an der Essener Hafenstraße mit 2:1 besiegte. Die Folgesaison 1968/69 ließ sich zunächst erfolglos an. Nach elf Spieltagen war der LSV Tabellenvorletzter, so dass Trainer Artur Gruber seinen Hut nehmen musste und durch Sepp Högerl ersetzt wurde, was zum Erfolg führte und am Saisonende Platz 10 ergab. In der Saison 1969/70 wurde der Lüner SV sogar 6. in der Endtabelle. Neuer Star der Mannschaft war der vom VfR Heessen gekommene Außenstürmer Hans-Jürgen Sperlich, der 31 Spiele absolvierte und am Ende der Saison zu Hertha BSC in die 1. Bundesliga wechselte. Bis zur Saison 1972/73 folgten weitere Jahre in der Regionalliga. Die Trainer in der Regionalliga waren seit dem 1. Juni 1969 Herbert Eiteljörge, der am 8. Februar 1971 durch Werner Nagerski abgelöst wurde. In die Abstiegssaison 1972/73, in der man nur einen Sieg erzielte, ging man mit Trainer Theo Gründken; er wurde von Sepp Högerl abgelöst, ohne dass der sportliche Niedergang gestoppt werden konnte. Als besonders bedeutsam in der Vereinsgeschichte gelten vor allem die Lokalderbies gegen Borussia Dortmund im letzten Jahr der Regionalligazugehörigkeit.
In den Folgejahren konnte der Verein bis auf die Saison 1981/82 in der Amateur-Oberliga Westfalen keine weiteren Erfolge feiern und spielte viele Jahre in der Verbands- und Landesliga. Erst im Jahr 2000 schaffte es der Lüner SV wieder zurück in die Oberliga, aus der er jedoch vier Jahre später wieder abstieg. Ab der Saison 2008/09 spielte der LSV in der siebtklassigen westfälischen Landesliga. Von dort stieg er 2010 als Drittletzter in die achtklassige Bezirksliga ab. Nach zwei Jahren schaffte der Lüner SV als Bezirksligameister 2012 die Rückkehr in die Landesliga Westfalen und vier Jahre später den Sprung zurück in die Westfalenliga.
Nach neunjähriger Zugehörigkeit zu dieser Spielklasse stieg der LSV in der Saison 2024/25 in die Landesliga ab.

## Stadion
Der Lüner SV spielt in der Kampfbahn Schwansbell, die sich östlich der Innenstadt in unmittelbarer Nähe von Schloss Schwansbell befindet. Sie wurde nach 1952 auf dem Areal einer Bergbau-Deponie errichtet und sollte ursprünglich vom damaligen Landesligisten VfB Lünen bezogen werden. Das reine Fußballstadion, ausgestattet mit einer überdachten Sitzplatztribüne, bietet ca. 8.000 Zuschauern Platz. Seit 2010 wurde die Anlage in mehreren Schritten erneuert: Der Trainingsplatz wurde auf Kunstrasen umgerüstet, die Stufen der Ost- und Nordtribüne (Gegengerade) zementiert, die Westtribüne zu einem Grashang zurückgebaut. Das alte Umkleidegebäude am Nebenplatz wurde abgerissen, der Nachfolgebau steht hinter der Osttribüne.

## Weblink
- https://www.lokalkompass.de/luenen/c-sport/georg-schymetzek-in-seiner-zeit-als-trainer-des-sus-oberaden-foto-janning_pic9561357_a778646#gallery=null

## Persönlichkeiten
- Erhard Ahmann
- Manfred Balcerzak
- Detlef Behrens
- Helmut Bracht
- Hans Bradatsch
- Peter Demhartner  W
- Friedrich Düsenberg  W
- Bernd Gerstner
- Karl-Heinz Granitza
- Manfred Grünewald  W
- Josef Gugolka  W
- Karl-Heinz Lang
- Walter Liebich  W
- Heinrich Neukirch  W
- Mario Plechaty
- Winfried Rachuba  W
- Adolf Reißmann  W
- Karl-Heinz Reißmann  W
- Günter Riepert
- Manfred Rüsing
- Georg Schymetzek
- David Solga
- Hans-Jürgen Sperlich
- Hans-Joachim Wendhofen  W
- Josef Vogler  W
- Dieter Zorc